# Evarcha mustela
Evarcha mustela là một loài nhện trong họ Salticidae.
Loài này thuộc chi Evarcha. Evarcha mustela được Eugène Simon miêu tả năm 1902.